# KKŻ Kraków
KKŻ Kraków – polski klub żużlowy z Krakowa. W latach 2010–2019 brał udział w rozgrywkach ligowych. W późniejszym czasie przestał funkcjonować.
W latach 2010–2013 drużynę do rozgrywek zgłaszało stowarzyszenie Speeedway Wanda Kraków, natomiast od 2014 roku była to spółka Krakowski Klub Żużlowy Sp. z o.o., jednak zespół w dalszym ciągu startował pod nazwą Speedway Wanda Kraków.

## Historia klubu
W 2007 roku grupa „zapaleńców” postanowiła reaktywować speedway w Nowej Hucie. Pozyskano sponsora który zorganizował kilka zawodów żużlowych. Sekcja planowała zgłosić Wandę Kraków do rozgrywek II ligi w 2008 roku, ale szybkie wycofanie się ze sponsoringu firmy Speedway Rider z Częstochowy oraz ostre wymogi licencyjne spowodowały, że po raz kolejny nie udało się reaktywować żużla w Krakowie.
Powstałe w październiku 2009 roku stowarzyszenie Speeedway Wanda Kraków, będące oddzielną, samodzielną organizacją, zgłosiło drużynę do rozgrywek II ligi żużlowej sezonu 2010. Drużyna rozgrywała zawody na torze wynajętym od KS Wanda. W pierwszym sezonie Speedway Wanda zajęła ostatnie, ósme miejsce w tabeli, wygrywając 3 i remisując jedno spotkanie.
Od 2014 roku zespół do rozgrywek był zgłaszany przez Krakowski Klub Żużlowy Sp. z o.o.
Od 2020 roku drużyna nie bierze udziału w rozgrywkach żużlowych. Spowodowane jest to problemami finansowymi klubu, a zaległości wobec zawodników sięgają 2016 roku.

## Poszczególne sezony
| Sezon | Rozgrywki ligowe | Rozgrywki ligowe | Rozgrywki ligowe | Uwagi                                    |
| Sezon | Liga             | Liga             | Miejsce          | Uwagi                                    |
| ----- | ---------------- | ---------------- | ---------------- | ---------------------------------------- |
| 2010  | III              | II liga          | 8/8              |                                          |
| 2011  | III              | II liga          | 5/8              |                                          |
| 2012  | III              | II liga          | 5/6              |                                          |
| 2013  | III              | II liga          | 2/5              |                                          |
| 2014  | III              | II liga          | 2/6              | Przegrane baraże o awans                 |
| 2014  | III              | II liga          | 2/6              | Awans poprzez zajęcie wakującego miejsca |
| 2015  | II               | I liga           | 5/7              |                                          |
| 2016  | II               | I liga           | 7/11             |                                          |
| 2017  | II               | I liga           | 6/8              |                                          |
| 2018  | II               | I liga           | 8/8              |                                          |
| 2019  | III              | II liga          | 7/7              |                                          |

| Poziom ligowy | Liczba sezonów | Sezony          |
| ------------- | -------------- | --------------- |
| II            | 4              | 2015–2018       |
| III           | 6              | 2010–2014, 2019 |

## Osiągnięcia

### Międzynarodowe
Poniższe zestawienia obejmują osiągnięcia klubu oraz indywidualne osiągnięcia zawodników krajowych (w zawodach drużynowych, par i indywidualnych) i zagranicznych (w zawodach indywidualnych) w rozgrywkach pod egidą FIM oraz FIM Europe.

#### Mistrzostwa Europy
Mistrzostwa Europy par
- 1. miejsce (1):
  - 2017 –  Mateusz Szczepaniak